# قائمة خطوط السكة الحديدية في الجزائر
قائمة خطوط السكك الحديدية في الجزائر هي قائمة غير شاملة لخطوط السكك الحديدية القديمة والحديثة الموجودة على الأراضي الجزائرية.

## الخطوط المستغلة من طرفش.و.ن.س.ح
في عام 2022، تقوم الشركة الوطنية للنقل بالسكك الحديدية (SNTF) بتشغيل شبكة من خطوط السكك الحديدية بطول 42 كم . يبلغ طول شبكة السكك الحديدية الجزائرية بأكملها 4560 كم ا.
تقوم كل من ش و ن س ح و أناسريف ANESRIF (الوكالة الوطنية للدراسات ورصد استثمارات السكك الحديدية) بتقسيم خطوط السكك الحديدية الجزائرية إلى 6 مجموعات جغرافية
- خطوط الشمال.
- خطوط محور الهضاب العليا؛
- خطوط اجتنابية اختراقية غربب، وسط وشرق.
- خطوط المحور الإختراقي.
- خطوط حلقات الجنوبية الشرقي والغربي
- الخطوط المنجمية الشرقية

### الخطوط في الخدمة

#### الخطوط الكبرى
- خط الجزائر إلى سكيكدة، 549 كم (1886)
- خط الجزائر إلى وهران، 418 كم (1871)

#### الخطوط الجهوية
- الخط من العقيد عباس إلى الغزوات 55 كم (1936)
- الخط من بني منصور إلى بجاية 88 كم (1889)
- الخط من السانية إلى بني صاف 94 كم (1885 ثم 1985 و 2015)
- الخط من المحمدية إلى مستغانم 45 كم (1879 ثم 1908) عاد للخدمة سنة 2015
- الخط من رمضان جمال إلى عنابة 99 كم (1904)
- الخط من رمضان جمال إلى جيجل 136 كم (1990)
- الخط من الطابية إلى العقيد عباس 134 كم (1916)
- الخط من الثنية إلى وادي عيسى 62 كم (1888 ثم 2010)

#### خطوط الضواحي

##### ضاحية الجزائر
مقال تفصيلي : شبكة السكك الحديدية في ضواحي الجزائر العاصمة.
- خط سكة حديد من زرالدة إلى بئر توتة
- الخط من باب الزوار إلى مطار هواري بومدين

- خط سكة حديد من الحراش إلى الرغاية
- خط سكة حديد من وادي عيسي إلى الثنية

##### ضاحية وهران
- الخط من وهران إلى أرزيو

##### ضاحية عنابة
- الخط من عنابة إلى سيدي عمار
- الخط من الحجار إلى وادي زياد

### خطوط الهضاب العليا
تشكل خطوط الهضاب العليا، حسب وكالة الأنسريف و شركة النقل السككي ش.و.ن.س.ح محور الهضاب العليا، يتكون من مجموعة خطوط يبلغ طولها الإجمالي 1160 كم ا، والتي ستربط عند اكتمالها مولاي سليسن غربا بتبسة شرق الجزائر، وتخدم مدن سعيدة وتيارت وتيسمسيلت والمسيلة وبريكة وباتنة وعين مليلة وأم البواقي.
خطوط أو خطوط جديدة قيد الإنجاز تشكل محور الهضاب العليا:

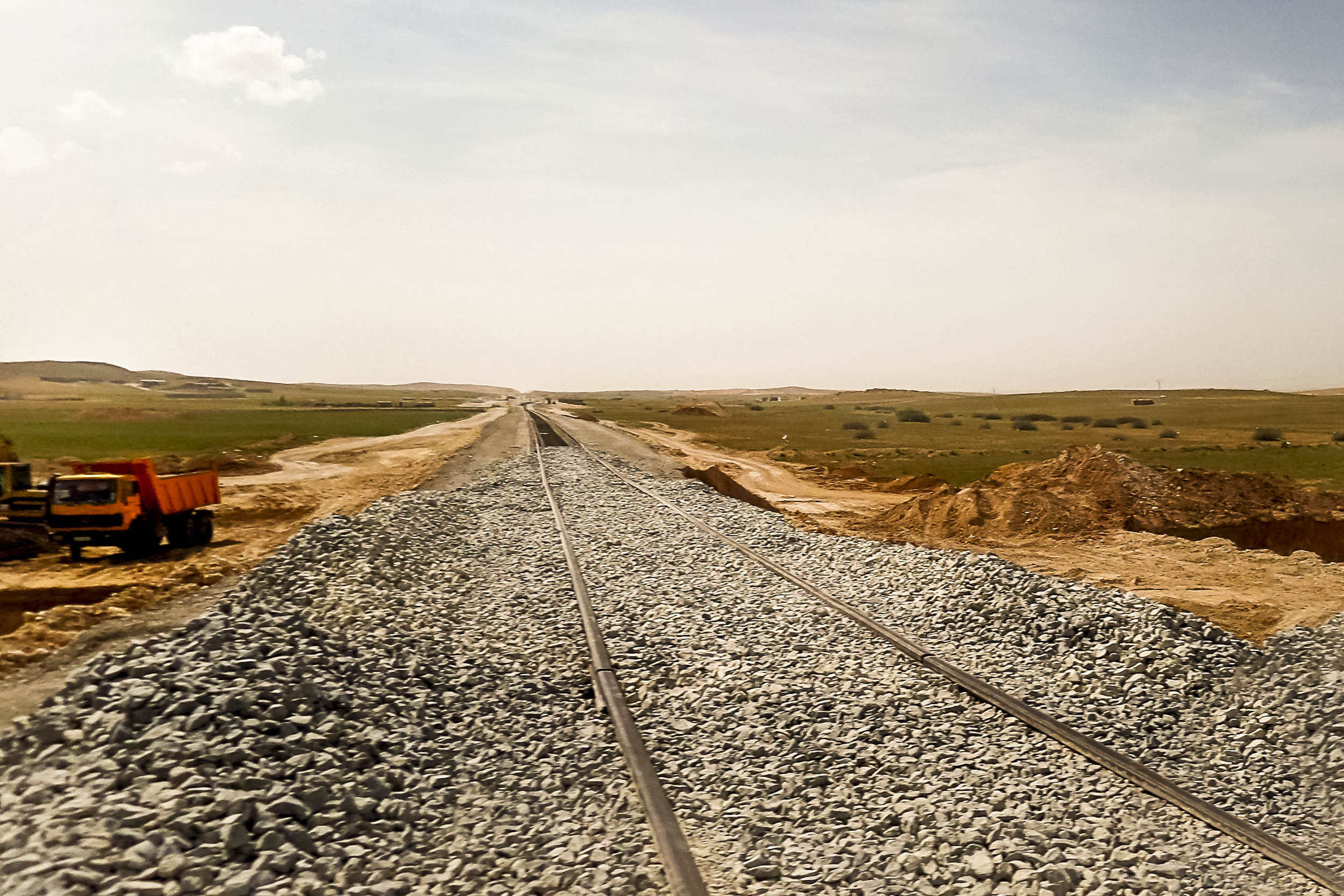
انجاز خط بوغزول المسيلة

- الخط من عين مليلة إلى العوينات 162 كم (2009)
- الخط من عين التوتة إلى المسيلة 145 كم (2009)
- الخط من برج بوعريريج إلى المسيلة 55 كم (2010)
- الخط من خنشلة إلى عين البيضاء 50 كم قيد الإنجاز
- خط من مولاي سليسن إلى سعيدة 120 كم (2017)
- الخط من غليزان إلى تيارت قيد الإنجاز
- الخط من سعيدة إلى تيارت 153 كم (2023)
- الخط من تيسمسيلت إلى المسيلة 290 كم (2022)
- الخط من تيسمسيلت إلى تيارت بطول 63 كم قيد الإنجاز.

يجب إضافة أجزاء من الخطوط القديمة إلى هذه الخطوط:
- الجزء الواقع بين عين مليلة وعين التوتة التابع للخط الممتد من القراح إلى تقرت (1882)
- الجزء الواقع بين العوينات وتبسة من الخط الممتد من عنابة إلى جبل العنق (1888)

### الخطوط الإجتنابية الإختراقية

#### الخط الإجتنابي الغربي
- الخط من وادي تليلات إلى بشار 648 كم (1906 ثم 2010)
- الخط من المشرية إلى البيض 130 كم تحت الإنجاز

#### الخط الإجتنابي الإختراقي وسط
- الخط من بوغزول إلى الأغواط 250 كم (2023)
- الخط من قصر البخاري إلى بوغزول 42 كم قيد الإنجاز

#### المحور الإختراقي الشرقي
- الخط من القراح إلى تقرت 417 كم (1914)
- الخط من تقرت إلى حاسي مسعود 150 كم قيد الإنجاز

### الخطوط المنجمية
- الخط من عنابة إلى جبل العنق 340 كم (1888 ثم 1966)
- الخط من سوق أهراس إلى الحدود التونسية 53 كم (1884)
- الخط من وادي الكبريت إلى الونزة، 28 كم (1921)
- الخط من عين شنية إلى بوخضرة 18 كم (1929)
- الخط من تبسة إلى الكويف 25 كم (1893)

### خطوط فائقة السرعة
- خط فائق السرعة في الغرب الجزائري 132 كم قيد الإنجاز.

### الخطوط القديمة المتوقفة
"للتنبيه أن عدّة أسماء مدن في القائمة أدناه لمدن جزائرية مستعملة خلال الفترة الإستعمارية الفرنسية للجزائر حوفظ عليها كما كانت لأن الخط تم تشغيله و أغلق خلال تلك الفترة"

### الشبكة الجزائرية (الجزائر العاصمة)
- البليدة - الجلفة (278.4 كم):
  - البليدة-المدية (49.24 كم)؛
  - المدية - البرواقية (33.95 كم)؛
  - البرواقية - بوغاري (40.61 كم)؛
  - بوغاري – عين وسارة (56.89 كم)؛
  - عين وسارة - الجلفة (97.66 كم).
  - الجلفة - الأغواط (110 كم).
- أورليانزفيل - تينيس (56.41 كم).
- العفرون - شرشال (48.18 كم):
  - العفرون - مارينجو (19.26 كم)؛
  - مارينجو - شرشال (28.92 كم).

- خطوط السكك الحديدية على الطرق الجزائرية بما في ذلك:
  - الجزائر العاصمة - ميزون كاريه (الحراش حاليا) (12 كم)؛
  - ميزون كاريه - روفيغو (24.5 كم)؛
  - ميزون كاريه - عين طاية (20 كم)؛
  - الجزائر العاصمة - القليعة (46.3 كم)؛
  - مازافران - كاستيليوني (11.17 كم)؛
  - دلس - بوغني (67 كم)؛
  - البويرة - أومالي (42.7 كم)؛

### الشبكة القسنطينية
- ديفيفييه- قالمة - الخروب (148 كم).
- أولاد رحمون - عين البيضاء - تبسة (195.2 كم).
- أولمين – خنشلة (44.1 كم).
- بون - لا كالي (87.8 كم).
- سان بول - راندون (11.5 كم).
- قسنطينة - الوادي العثمانية (46 كم).

### الشبكة الوهرانية
- الخط من أرزيو إلى دامسم(عين البيعة الحالية) 4.1 كم:
  - من أرزيو إلى دامسم (عين البيعة الحالية) 4.1 كم (1879).
- الخط من كرامبل(رجم دموش الحالي) إلى مصباح (ببلدية الخيثر حاليا):
  - ومن كرامبل (رجم دموش الحالي) إلى مرحوم؛
  - من مرحوم إلى مصباح (ببلدية الخيثرالحالية).
- الخط من المقطع إلى ترومليت عبر مستغانم وزمورة وتيارت 239.4 كم:
  - ومن المقطع (بمرسى الحجاج الحالية) إلى مستغانم، 29.6 كم (1888)؛
  - ومن مستغانم إلى غليزان 75.7 كم (1916)؛
  - ومن غليزان إلى بريفوست بارادول (مشرع الصفا الحالي)، عبر زمورة، 82.5 كم (1925)؛
  - ومن بريفوست-بارادول إلى تيارت، 34.4 كم (1889)؛
  - ومن تيارت إلى ترومليت (الدحموني الحالية) 17.2 كم (1889)؛
  - من غليزان إلى أوزيس لو دوك (وادي الأبطال الحالي)، 45 كم (1889).
- الخط من وهران إلى حمام بوحجر 72 كم:
  - من وهران إلى حمام بو حجر 72 كم (1911).
- الخط من وهران إلى القنادسة عبر سعيدة و كولومب بشار، 770.1 كم:
  - من وهران إلى دامسم (عين البية الحالية)، 42.4 كم (1879)؛
  - ومن دامسم إلى المقطع (بمرسى الحجاج الحالي)، 16.5 كم (1879)؛
  - ومن المقطع إلى بيريغو (المحمدية الحالية)، 29.8 كم (1879)؛
  - ومن بيريغو إلى سعيدة، 120.1 كم (1879)؛
  - من سعيدة إلى مصباح(في بلدية الخيثرالحالية)، 66.9 كم (1881)؛
  - من مصباح إلى المشرية 114.1 كم (1881)؛
  - من المشرية إلى عين الصفراء 102.3 كم (1887)؛
  - ومن عين الصفراء إلى كولومب بشار (بشار الحالية)، 256.3 كم (1905)؛
  - من كولومب بشار إلى القنادسة 256.3 كم (1906).
- الخط من سانت بارب دو التلات (وادي تليلات حاليا) إلى وجدة (الحدود المغربية) عبر تلمسان، 222.110 كم:
  - ومن سانت بارب دو تلات (وادي تلات الحالي) إلى سيدي بلعباس، 51.68 كم (1877)؛
  - ومن سيدي بلعباس إلى الطابية 23.21 كم (1883)؛
  - من الطابية إلى تلمسان 63.78 كم (1890)؛
  - من تلمسان إلى زوج بغال (العقيد عباس حاليا ببلدية مغنية) 68.74 كم (1910)؛
  - من زوج بغال إلى وجدة 14.71 كم (1911).
- الخط من سيدي بلعباس إلى بريفوست بارادول عبر معسكر 245.5 كم:
  - ومن سيدي بلعباس إلى تيزي 112.8 كم (1919 و1926)؛
  - ومن تيزي إلى معسكر 11.9 كم (1886)؛
  - ومن معسكر إلى أوزيس لو دوك (وادي الأبطال الحالي)، 65.5 كم (1927)؛
  - من أوزيس لو دوك إلى بريفوست بارادول (مشرع الصفا الحالي)، 45.3 كم (1889).
- الخط من ترومليت إلى هاردي 54.5 كم:
  - من ترومليت (الدحموني الحالية) إلى هاردي (بوقارة الحالية) 54.5 كم (1921).
- الخط من الطابية إلى كرامبل 76.7 كم:
  - من الطابية إلى كرامبل (رجم دموش الحالي) 76.7 كم (1885).
- الخط من تلمسان إلى بني صاف 66.9 كم:
  - من تلمسان إلى بني صاف 66.9 كم (1924).

### الشبكة الصحراوية
- الخط من أوماتشي إلى طولقة 35.4 كم (1916).
- الخط من ستيل إلى الوادي 145 كم (1946).
- الخط من بشار إلى العبادلة 91 كم (1948).

### مواضيع ذات صلة
- وزارة النقل الجزائرية
- الشركة الوطنية للنقل بالسكك الحديدية
- المواصلات في الجزائر
- النقل في الجزائر

### وصلات خارجية
- الموقع الرسمي للشركة الوطنية للنقل بالسكك الحديدية